# Ixodes tertiarius
Ixodes tertiarius este o specie de căpușe din genul Ixodes, familia Ixodidae, descrisă de Samuel Hubbard Scudder în anul 1885. Conform Catalogue of Life specia Ixodes tertiarius nu are subspecii cunoscute.